# 神経変性疾患
神経変性疾患（しんけいへんせいしっかん、neurodegenerative disease）とは、それぞれ特有の領域の神経系統が侵され、神経細胞を中心とする様々な退行性変化を呈する疾患群である。臨床的には潜在的に発症し、緩徐だが常に進行する神経症状を呈し、血管障害、感染、中毒などのような明らかな原因がつかめない一群の疾患を指してきた。アルツハイマー病、パーキンソン病、筋萎縮性側索硬化症、脊髄小脳変性症などがこの疾患群に属する。

## 定義
神経変性疾患の「変性」とはラテン語のdegeneratioに由来し、組織ないしは細胞が組織化された正常の活動を営んでいる状態（high level）から低級な状態（low level）へ変化・退行したことを示す。神経変性疾患に関して普遍的な定義はないが、臨床的には潜在的に発症し、緩徐だが常に進行する神経症状を呈し、血管障害、感染、中毒などのような明らかな原因がつかめない一群の疾患を指して神経変性疾患と称してきた。病理学的にはそれぞれの特有の領域の神経系統が侵され、とくに神経細胞を中心に様々な種類の退行性変化を認める疾患群である。分子遺伝学的な研究により原因遺伝子やリスク因子が同定され、分子生物学的な研究で発症機構が分子レベルで解明された結果、関連する蛋白質の構造異常や凝集が神経変性の病態の根底にあり、「蛋白質の蓄積病」という共通メカニズムが存在していることが明らかになった。蛋白質の構造変化が要因となり、本来は除去されるべき異常蛋白質分子が老化や細胞機能の障害などによる蛋白質品質管理システムの破綻により、特に非分裂細胞である神経細胞において形成されると考えられている。さらに蓄積蛋白質が個体から個体への伝播ならびに個体内で細胞から細胞へ伝播する機序も解明され、プリオン蛋白様の感染症様病態としての側面も共通メカニズムとして存在している。

## 分類
古典的には神経変性疾患の分類は大脳、大脳基底核、小脳、脊髄、末梢神経といった臨床・解剖学的な分類が知られている。近年は神経細胞内の蓄積蛋白質に焦点を当てて、同一の病原蛋白質が共通の病態を惹起するというプロテイノパチーという概念に基づいた分類がされる。プロテイノパチーとしてはタウオパチー、TDP-43プロテイノパチー、FUSプロテイノパチー、αシヌクレイノパチー、トリプレットリピート病などが知られている。

### 臨床・解剖学的な分類

#### 大脳・基底核
- アルツハイマー病
- パーキンソン病
- レビー小体型認知症
- 前頭側頭葉変性症
- 進行性核上性麻痺
- 大脳皮質基底核変性症
- ハンチントン病
- ジストニア
- プリオン病
- 有棘赤血球舞踏病
- 副腎白質ジストロフィー

#### 小脳
- 多系統萎縮症
- 脊髄小脳変性症

#### 脊髄
- 筋萎縮性側索硬化症
- 原発性側索硬化症
- 球脊髄性筋萎縮症
- 脊髄性筋萎縮症
- 痙性対麻痺
- 脊髄空洞症

#### 末梢神経
- シャルコー・マリー・トゥース病

#### 筋肉
- 筋ジストロフィー
- ミオパチー
- 遺伝性周期性四肢麻痺

## 特徴
神経変性疾患は「発症と経過」、「加齢性変化との関係性」、「部位選択性」に特徴がある。David M Wilson IIIらは神経変性疾患には病的なタンパク質の凝集、シナプスや神経細胞ネットワークの機能障害、異常なプロテオスタシス、細胞骨格の異常、エネルギーの恒常性の変化、DNAやRNAの欠陥、炎症、神経細胞死という8つの特徴があると述べている。

### 発症と経過
多くの神経変性疾患は発症日を同定することが困難である。潜在的に発症して、長い時間をかけて正常神経系機能を保った後、緩徐進行性に進行するという経過をたどる。しばしば、患者や家族は外傷や感染、外科的処置など記憶に残る出来事に付随して機能障害や症状が突然出現したと話すことがある。丁寧に病歴を聴取するとわずかな症状がその前から出現していることが判明する。症状発症前の明確な臨床マーカーがないため、疾患発症を確実に捉えることは困難であり、前臨床期の期間は神経変性過程の進行速度に依存していて、数ヶ月から数年の幅があるものと考えられている。
神経変性疾患において急激な症状の悪化が時に観察されることがある。神経変性過程の急激な悪化の可能性は排除できないが、多くは感染症などの身体疾患が症状に影響している場合が多いと考えられている。神経変性の進行速度は自然経過中においては概して一様である。しかし、神経細胞の残存の程度と臨床症状の程度の関係性は直線的な関係ではない。多くの神経細胞が脱落したとしてもある一定期間は臨床症状の増悪はないが、機能的な閾値を下回るほどの神経細胞脱落をきたしたときに、症状は進行・悪化すると考えられている。すべての神経変性疾患の進行は緩徐であり、数年を経て終末期に至るという経過をたどる。神経変性が緩徐に進行する理由は完全には解明されていないがすべての神経細胞が一様に機能低下し、緩徐に細胞死に向かって進行しているわけではない。病期経過中、どの時期においてもわずかな数の神経細胞が比較的急速な神経細胞死を起こして脱落し続けていくため、臨床症状や画像検査などで臨床評価された機能は緩徐に進行していると考えられている。

### 加齢性変化との関係性
神経変性疾患は初老期や老年期に発症することが多く、遺伝性神経変性疾患においても、発症年齢は孤発性疾患と比較して若年化する傾向はあるものの加齢との関係性は強い。一時的な神経細胞の変性という点では加齢変化に共通しているが、神経変性機構はきわめて多種多様なものであり、すべてが単純に老化であるというだけでは解釈し難い。

### 部位選択性
それぞれの神経変性疾患ごとに特徴的な神経変性系統が侵されており、臨床症状も侵された神経系に関連する症状が現れる。例えば、筋萎縮性側索硬化症では障害された側索や前角細胞と、障害を免れた後索や後根神経節細胞があるように侵される神経系統には見事な選択性が存在する。しかしなぜ部位選択性があるのかは不明な点が多い。

## 発症要因
神経変性疾患の発症要因には遺伝子変異、エピゲノム異常、RNA代謝、蛋白凝集、プリオン様伝播、蛋白質の品質管理機構、ミトコンドリア異常、グリア細胞異常などが知られている。

### 遺伝子変異
多くの神経変性疾患は遺伝子疾患であり分子生物学的な手法の進化によって新たな原因遺伝子が同定されている。

### エピゲノム異常
遺伝子疾患の遺伝子発現調節機構（エピゲノム）異常としては遺伝子の重複などが知られている。具体的には家族性アルツハイマー病におけるアミロイド前駆蛋白質のduplicationや家族性パーキンソン病におけるαシヌクレイン遺伝子のduplicationやtriplicationの遺伝子重複例が発見されている。遺伝子変異を有さない孤発性疾患においてDNAのヒストンの修飾やDNAのシトシン残基の修飾などの遺伝子発現調節機構（エピゲノム）と神経変性の関連性が検討されている。

### RNA代謝
RNA代謝異常としてはトリプレットリピート病におけるRNA代謝異常とリピート関連非ATG依存性翻訳、RNA結合蛋白質の代謝異常などが知られている。
トリプレットリピート病におけるRNA代謝異常
トリプレットリピート病でもイントロンや非翻訳領域（UTR）にリピート伸長を認める疾患が発見され、ポリグルタミン病など異常蛋白を蓄積するトリプレットリピート病とは異なる機序による神経変性が想定されるようになった。RNA代謝障害を主因とする考え方は筋強直性ジストロフィーで研究が進み、その1型ではDMPK遺伝子の3'UTR中にUCGリピートが異常伸長していて、転写された異常伸長リピートを持つRNAがヘアピン構造などの異常高次構造をとり、様々なRNA結合蛋白質と結合してRNA fociと呼ばれる凝集塊を形成し蓄積する。これによりスプライシング制御因子の発現が亢進して、様々な遺伝子にスプライシング異常が起こることが病態の根底にあると証明された。RNA fociは脆弱X関連振戦・運動失調症候群（FXTAS）、ハンチントン病類縁2型、SCA8、SCA31、ALSの一部で検出されている。
リピート関連非ATG依存性翻訳
蓄積した異常RNA自体による毒性による機序も考えられている。異常伸長したリピート配列が非翻訳領域に存在し、翻訳開始に必須な開始コドンATGを欠くにもかかわらず、異常伸長リピートRNAコードされているポリペプチドが翻訳されていることが発見された。リピート関連非ATG依存性翻訳（repeat associated non-ATG(RAN) translation）という新しい概念が提唱されている。このRAN translationにより産出されたポリペプチドが神経毒性を発揮することも明らかとなっており、SCA8、FXTASやC9ORF72ALS/FTDの他、ポリグルタミン病でもその関与が想定されている。
RNA結合蛋白質
脊髄性筋萎縮症（SMA）は遺伝子異常によりRNA結合能を有するsurvival of motor neurons(SMN)蛋白質が減少していて、スプライシング能の低下が関与していると考えられている。ALS/FTLDにおいて封入体が凝集しているTDP-43やFUSもRNA結合蛋白質である。TDP-43の主要な局在は核であるが、ALS/FTLDでは様々なRNA結合蛋白を巻き込んで細胞質中のストレス顆粒に蓄積して、不溶化して封入体になると考えられている。蛋白質の凝集蓄積による毒性獲得のほかに、封入体形成前にすでに、局在異常による機能喪失RNAの転写異常やスプライシング、輸送、翻訳機能などのRNA代謝異常が生じて神経変性をもたらしていると考えられる 。

### 蛋白凝集
新生された蛋白質は細胞内で折りたたみを受けて正常な立体構造（コンホメーション）をとり、適切に局在して機能することが必要であるが、いくつかの神経変性疾患ではβシート構造に富んだ「アミロイド線維」と呼ばれる線維構造を持つ凝集体が形成される。

### プリオン様伝播
神経変性疾患に関連する異常蛋白質は、異常型プリオン蛋白質のように自己増殖し、細胞間を超えて伝播することが実証され、「プリオン様伝播」は特徴的な神経細胞群が変性する「選択性」や経過に伴って悪化する「進行性」を説明する仮説として注目される。

### 蛋白質の品質管理機構
神経変性疾患は分子シャペロン、ユビキチンプロテアソーム系やオートファジーなどの蛋白品質管理機構の破綻との関連性が示されている。

### ミトコンドリア異常
パーキンソン病の一部の症例ではミトコンドリア品質管理機構の破綻によって発症すると考えられている。

### グリア細胞の関わり
神経変性疾患の病巣では、疾患の進行に伴ってグリア細胞の活性化や増生がみられる。これまで、グリア細胞の病態は神経変性に伴う二次的な反応という考え方が主流であったが、グリア細胞における病的な変化が神経細胞死に積極的に関与することが明らかにされ、神経変性におけるグリア細胞の役割に注目されている。神経細胞死は神経細胞自身の異常に伴って自律的に生じるのではなく、非神経細胞であるグリア細胞が関与するという非自律性神経細胞死という概念も知られている。神経炎症とも言われる。活性化したミクログリアがアルツハイマー病やパーキンソン病や筋萎縮性側索硬化症など神経変性疾患の病因に寄与している。ミクログリアが複数のTLRを介して自然免疫および獲得免疫応答を開始する。すなわちTLRが神経変性疾患の病因に関連している。また神経変性疾患と自己抗体の関連も注目されている。神経変性疾患に対する免疫治療の可能性も検討されている。神経炎症は神経変性を増悪させる。神経炎症は神経変性疾患の主たる病態ではないため免疫療法は併用療法として有効な可能性がある。

## 分子遺伝学
分子遺伝学によって遺伝性神経変性疾患の原因遺伝子の解明は急速にすすみ、病態機序の解明により原因療法の開発が射程に入ったものも多い。単一遺伝子疾患だけでなく、遺伝性が明確でない孤発性の疾患に対しても分子遺伝学的研究が進み、誰でももっているような多型性疾患の発症に関与する説があり、ゲノムワイド関連解析（GWAS）が実用的な戦略となっている。GWASによる多数の疾患感受性遺伝子は遺伝要因全体の一部しか説明できず、単一遺伝子疾患と退院し疾患の間にはオッズ比の高い変異が関与するcommon disease-multiple rare variants説がある。

### 単一遺伝子疾患
単一遺伝子疾患は1つの遺伝子の変異により発症する。単一遺伝子疾患はメンデル遺伝形式に従うという大きな特徴がある。これまで知られている単一遺伝子疾患は、Vector A.McKusickによる著書である「Mendelian Inheritance in Man」に記載されており、殆どの単一遺伝子疾患は稀なものである。しかし単一遺伝子疾患群としてみると、およそ2％の人が生涯のいずれかの時期で単一遺伝子疾患に罹患していることに気がつくという報告もある。小児期に発症する重篤な単一遺伝子疾患の頻度は0.36%であり、入院している小児疾患の6～8％は単一遺伝子疾患に罹患していると推定されている。小児疾患が多いが単一遺伝子疾患の10％以下だが思春期以降に症状が発現し、1％は生殖期間が終わった後に発症するものもある。単一遺伝子疾患は診断が家系構成員の健康に大きく影響する点が非常に重要となる。
DNA配列の変異による疾患として初めて明らかにされたのは1983年ハンチントン舞踏病のHTT遺伝子のCAGリピート伸長である。
単一遺伝子疾患が従うメンデル遺伝学では常染色体優性遺伝、常染色体劣性遺伝、X連鎖性優性遺伝、X連鎖性劣性遺伝の4つが基本形式になる。

#### 常染色体劣性遺伝
劣性遺伝の古典的定義はホモ接合体でのみ発現し、ヘテロ接合体では発現しない表現型のことである。劣性遺伝疾患の多くは、遺伝性産物の機能を減じるか消失させる変異、いわゆる機能喪失型（loss-of-function）が原因である。常染色体劣性遺伝疾患の罹患者の両親は通常は変異アレルの無症候性保因者である。近親婚がある場合は常染色体劣性遺伝疾患の発症リスクが高くなる。インドや中東諸国、アジアの一部では未だに血族婚があふれている地域もある。血族婚ではないにもかかわらず偶然に無症候性保因者同士で結婚したことが劣性遺伝性疾患では一番多い原因になる。劣性遺伝形式が集団において高頻度に保持されている場合もあるため、家族歴を聴取する場合は血族婚の有無の他にカップルが似通った民族もしくは地理的起源がないかに関しても聴取する必要がある。新生突然変異で常染色体劣性遺伝性疾患を発症する可能性は極めて低い。この点は他の優性遺伝性疾患とX連鎖性疾患の状況と大きく異なる点である。以下に常染色体劣性遺伝の特徴をまとめる。
- 常染色体劣性の表現型は2人以上の家系構成員に出現するならば、典型的には発端者の同胞群にのみみられ、両親、子、他の血縁者にみられない。
- ほとんどの常染色体劣性遺伝疾患は男女が等しく罹患する。
- 罹患した子の両親は、変異アレルの無症候性保因者である。
- 罹患者の両親は近親性をもつことがある。これは、その疾患の責任遺伝子が集団内で稀ならば、特に可能性が高い。
- 発端者の同胞の再発率はそれぞれ1/4である。

#### 常染色体優性遺伝
変異アレルがホモ接合体でもヘテロ接合体でも発現する場合を優性遺伝という。完全優性では変異アレルがホモ接合体でもヘテロ接合体でも同様の症状を示す。しかし完全優性は実際の医療においては稀である。多くの優性遺伝疾患では通常はヘテロ接合体よりもホモ接合体の方が症状は重篤になる。ホモ接合がヘテロ接合体より重篤になる場合を不完全優性という。常染色体優性遺伝疾患の罹患率は少なくとも特定の地域では高い。北ヨーロッパ系の集団ではハンチントン病が2500人から3000人に1人である。常染色体優性遺伝疾患は子に遺伝するという点が大きな特徴である。また医学的重要性をもつ多くの優性遺伝の多くは、親から変異アレルを受け継ぐことで罹患するのみではなく、変異アレルを持たない親からも自然発生の新生突然変異が生じることで罹患する。常染色体優性遺伝の特徴を下記にまとめる。浸透率（ある遺伝子が何らかの表現型を発現する確率）の低下や表現型が軽度で気づかれていない場合などもあり、家系図が常染色体優性遺伝らしかぬように見えることもある。
- 優性遺伝の表現型は通常どの世代にも出現し、各罹患者は罹患した親をもつ。
- 罹患した親のどの子も、その形質を受け継ぐリスクは50％である。
- 表現型が正常な家系構成員は、子に疾患表現型を伝達しない。
- 男女は等しくいずれの性の子にも表現型を伝達する。特に男－男伝達がありえるし、弾性は非罹患の娘を持つことがある。
- 孤発例の大部分は新生突然変異による。疾患の適応度が低い（子孫を残せない）ほど新生突然変異の割合が大きくなる。

#### X連鎖遺伝
男性はX染色体は1本しか持たないが、女性は2本持つ。男性は野生型アレルのヘミ接合か、変異型アレルのヘミ結合の2つの可能性がある。女性は野生型アレルのホモ結合、変異型アレルのホモ結合、野生型アレルと変異型アレルのヘテロ結合の3つの可能性がある。正常な女性の体細胞ではどちらか1本のX染色体が不活化されるため、男性でも女性でもX連鎖遺伝子の発現は同等である。このX遺伝子の不活化のため、X連鎖遺伝疾患の女性ヘテロ体では組織ごとに異常アレルが発現される細胞の割合が異なり、臨床症状が異なる場合がある。X連鎖性遺伝の優性と劣性は遺伝形式は、ヘテロ接合体の女性の表現型に基いて区別される。ヘテロ接合体の女性が表現型を示せば優性であり、示さなければ劣性である。しかしX染色体の不活化によって表現型を示さないこともあり、優性、劣性という表現を用いない方がよいという意見もある。
よく知られたX連鎖疾患の40％近くは、女性ヘテロ接合体のほとんどが発症しない（浸透率数％未満）ため劣性と分類される。30％は女性ヘテロ接合体の大多数（＞85％）が発症するため優性と分類される。残り30％はいくらか（15 - 85％）の女性ヘテロ接合体で発症するため優性、劣性のいずれにも分類できない。このような実情であるが、慣習上X連鎖性疾患でも優性、劣性という分類が使われ続けている。
X連鎖劣性遺伝
X連鎖劣性遺伝の表現型の遺伝は特徴的である。X連鎖劣性の変異は典型的には、変異を受け継いだすべての男性に症状が出現するが、女性ではホモ接合体を受け継いだ場合のみ症状が出現する。そのためX連鎖劣性遺伝疾患は男性に限定され、女性で認められることは稀になる。ただしホモ接合体の女性、不均等なX遺伝子の不活化により症状を発現するヘテロ接合体の女性で、症状が認められることがある。神経変性疾患ではデュシェンヌ型筋ジストロフィーが有名である。呼吸管理の進歩やステロイド治療で近年は平均寿命が延長したが、かつてはデュシェンヌ型筋ジストロフィーの男性は20歳以前に死亡し、生殖不可能であった。女性の保因者しか生殖は不可能であった。それにもかかわらずこの疾患が一定の割合で推移したのは、罹患男性が生殖できないことで失われた変異アレルが、新生突然変異で絶えず置き換えられてきたためと考えられている。以下にX連鎖性劣性遺伝の特徴をまとめる。
- 形質の発生率は女性より男性の方が高い。
- ヘテロ接合の女性は通常罹患しないが、X不活化パターンにより決定される様々な重症度の疾患を発現する場合がある。
- 疾患の責任遺伝子は罹患男性から娘すべてに伝達される。娘のどの息子も遺伝子を受け継ぐ可能性は50％である。
- 変異アレルは通常父から息子へ直接伝達されることはないが、罹患した男性から娘にすべてに伝達される。
- 変異アレルは保因者女性を介して何世代も伝達されることがある。そのような場合は罹患男性は女性を介しての一族一員である。
- 孤発例の場合は新生突然変異によるものがかなり存在する。

X連鎖優性遺伝
X連鎖性優性遺伝は男性から男性の伝達を認めないため、常染色体優性遺伝と区別できる。完全浸透のX連鎖優性の家系では罹患男性のすべての娘が罹患枝、すべての息子が罹患しないのが特徴となる。女性を介しての遺伝形式は、常染色体優性遺伝と違いはない。ほとんどのX連鎖性優性遺伝疾患は不完全優性であり、罹患女性のほとんどがヘテロ接合体で症状は軽度である。X連鎖性優性遺伝を示す疾患は稀である。X連鎖性優性遺伝の特徴を以下にまとめる。
- 罹患男性と正常配偶者の間には、罹患した息子および正常な娘を存在しない。
- 女性保因者の子は男女ともに表現型を受け継ぐリスクが50％である。女性保因者付近の家系図は常染色体優性遺伝の場合と同様である。
- 罹患女性は罹患男性の約2倍だが、罹患女性は典型的にはより軽度な（変化に富むが）表現型を発現する。

### 多因子遺伝疾患
多因子遺伝はほとんどの疾患の原因に関与している。多因子遺伝は単一遺伝子疾患で認められる特徴的な遺伝形式を示さなくとも、罹患者の血縁者における再発率が高いことや一卵性双胎において同じ疾患に罹患する頻度や高いことにより示される。多因子遺伝疾患にはアルツハイマー病やパーキンソン病が該当する。

## トピックス

### 神経炎症と神経変性疾患の関わり
神経炎症は神経変性疾患に共通する特徴である。かつては神経炎症は神経変性に対する反応とみなされていたが、疾患の引き金になったり重要な役割を担うと考えられるようになった。特にミクログリアは治療の標的としても非常に重要である。自然免疫系だけではなく獲得免疫系も神経変性疾患に関与している。また神経変性疾患は感染症などの全身性炎症で進行が加速することが知られている。炎症性シグナル伝達を介して、脳内のミクログリアやアストロサイトの活性化を促進する神経炎症の結果と考えられている。

#### 自然免疫系と神経変性疾患の関わり
神経変性疾患では病気の進行に伴ってグリア細胞の活性化や増生が認められる。これを神経炎症と呼ぶ。神経炎症は神経変性疾患に共通する特徴である。かつては神経炎症は神経変性に対する反応とみなされていたが、疾患の引き金になったり重要な役割を担うと考えられるようになった。
中枢神経系における活性化された自然免疫系は神経変性疾患において重要な役割を果たしている。脳における急性炎症は病原体や細胞の残骸を除去し、組織の修復につながるため、脳に保護的である。しかし神経変性疾患では脳内の炎症が長期化し、不可逆的な神経細胞の消失につながることが報告されている。脳の免疫細胞であるミクログリアは神経炎症の中心的細胞である。ミクログリアが病原体関連分子パターンや内因性リガンドを認識すると、自然免疫応答が強力に活性化され、炎症性メディエーターの産出と適応免疫の活性化が引き起こされる。TLRシグナルの活性化がミクログリアを活性化し、神経細胞に有害な反応を引き起こし神経変性疾患の発症に寄与するという証拠が蓄積されている。特にTLR2とアダプタータンパク質のMyD88を介した神経炎症反応は神経変性疾患に共通するメカニズムという意見もある。アルツハイマー病、パーキンソン病、筋萎縮性側索硬化症、多系統萎縮症、脊髄小脳変性症6型でTLRシグナルの活性化が発症に寄与するという報告がある。将来的にはTLRとそのシグナル系を標的とした薬剤で神経変性疾患を治療することも可能と考えられる。
神経炎症は神経変性を増悪させる。神経炎症は神経変性疾患の主たる病態ではないため免疫療法は併用療法として有効な可能性がある。

### 正常圧水頭症と神経変性疾患の関わり
特発性正常圧水頭症の多くは神経変性疾患を合併しており真の特発性正常圧水頭症は極めて稀と考えられている。神経変性疾患を背景とした水頭症はneurodegenerative NPHと呼ばれることがある。neurodegenerative NPHの例としてはアルツハイマー病やパーキンソン病や進行性核上性麻痺と特発性正常圧水頭症の合併がしばしば報告されている。アルツハイマー病と特発性正常圧水頭症の合併例でシャント術の効果が限定的で症状の改善が一時的になることからその他の神経変性疾患の合併がある場合も同様と考えられている。

#### アルツハイマー病との合併
生前に特発性正常圧水頭症と診断されシャント術を施行したが最終的な病理診断がアルツハイマー病の報告例もある。特発性正常圧水頭症に特徴的なDESH所見をみとめ、シャント術が有効であった例の多くはアルツハイマー病を示す髄液所見を示していたという報告がある。

#### パーキンソン病との合併
パーキンソン病を合併する特発性正常圧水頭症ではシャント術の効果が一時的ではないという報告もある。

#### 進行性核上性麻痺との合併
東京医科歯科大学の横田らは進行性核上性麻痺では他の神経変性疾患と比較して特発性正常圧水頭症に類似する頭部MRI所見が有意に高いことを報告した。さらにこのような頭部MRI所見を有する進行性核上性麻痺患者の一群をPSP-H（PSP-hydrocephalus）と呼んだ。特発性正常圧水頭症の特徴を有する進行性核上性麻痺の一群をhydrocephalic presentation of PSPとよぶこともあるがPSP-Hと同様の概念と考えられる。また横田らは特発性正常圧水頭症群と進行性核上性麻痺群でタップテストの反応性に差を認められないことを示した。

### 合併病理
初診時に神経変性疾患を疑わないと考えられた正常高齢者でも病理解剖を行うと25％に神経変性疾患が認められた。病理診断基準を満たさない偶発性の病理所見はさらに多く認められた。アルツハイマー病とレビー小体型認知症の合併例は非常に多い。臨床診断がアルツハイマー病であった症例の32~40％で病理診断はアルツハイマー病とレビー小体型認知症の合併であったという報告がある。また臨床診断でレビー小体型認知症であった症例の32~52％で病理診断はアルツハイマー病とレビー小体型認知症の合併であった。また病理診断でアルツハイマー病とレビー小体型認知症の合併と診断された例の61％は臨床診断がアルツハイマー病であった。類似した報告もある。また臨床診断がレビー小体病でも病理学的にレビー小体病とアルツハイマー病に合併となる例は50％程度である。アリゾナでの病理検討ではパーキンソン病の38％にアルツハイマー病を合併しレビー小体型認知症の89％にアルツハイマー病の合併が認められた。またパーキンソン病の9％に進行性核上性麻痺の合併がありレビー小体型認知症の1％に進行性核上性麻痺の合併が認められた。進行性核上性麻痺では36％にアルツハイマー病の合併があり20％にパーキンソン病の合併が認められた。